# Yola (Sängerin)

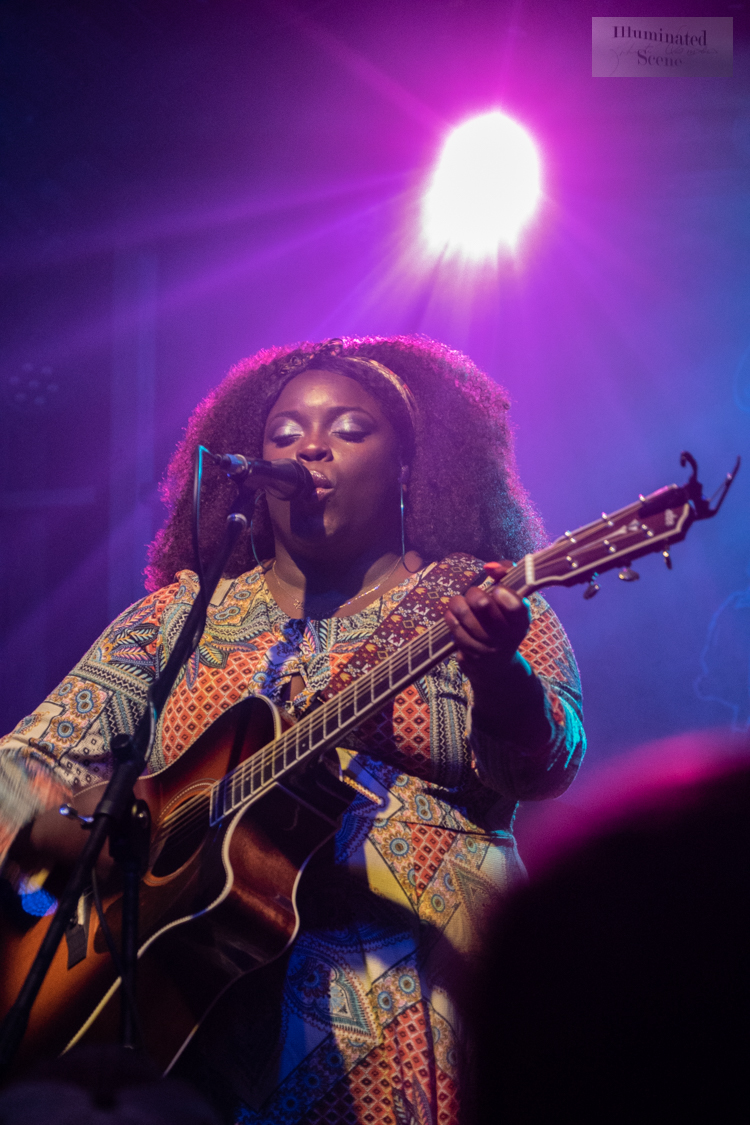
Yola (2019)

Yola (geboren 1983 in Bristol als Yolanda Quartey) ist eine englische Musikerin, Sängerin und Songwriterin. Sie war Sängerin der Band Phantom Limb, mit der sie 2010 ihr erstes Album veröffentlichte, und sang als Backgroundsängerin unter anderem für Massive Attack, The Chemical Brothers und Iggy Azalea. 2019 erschien ihr erstes Solo-Album Walk Through Fire, für das sie bei den Grammy Awards 2020 vier Nominierungen erhielt, unter anderem eine für den Grammy Award for Best New Artist.

## Biografie
Yola wuchs in einer armen Familie auf, in der Musik verboten war. Von 2005 bis 2013 sang sie in der Country- und Soul-Band Phantom Limb, die 2008 das Album Phantom Limb und 2012 das zweite Album The Pines veröffentlichte.
2016 veröffentlichte Yola mit Orphan Offering eine erste Solo-EP. 2019 folgte mit Walk Through Fire das Debütalbum als Solokünstlerin. Das Album wurde in Dan Auerbachs Easy Eye Studio in Nashville geschrieben, aufgenommen und produziert, wobei es von Auerbach produziert und besetzt wurde. Die Songs entstanden in Zusammenarbeit von Yola mit Auerbach mit Beiträgen von Bobby Wood, Pat McLaughlin und Dan Penn. Eingespielt wurden die Songs unter anderem von dem Bassisten Dave Roe, dem Mundharmonikaspieler Charlie McCoy sowie dem ehemaligen Schlagzeuger der Memphis Boys, Gene Crisman, und Bobby Wood am Klavier. Zudem gibt es Gesangsaufnahmen von Vince Gill, Molly Tuttle, Ronnie McCoury und Stuart Duncan.
Mit dem Album erhielt Yola vier Nominierungen für die Grammy Awards 2020. Der Song Faraway Look wurde für die Grammy Awards für die beste American-Roots-Darbietung und das beste American-Roots-Lied nominiert, das Album als bestes Americana-Album und sie selbst für den Grammy Award for Best New Artist. Sie konnte allerdings keinen der Grammys gewinnen.

## Nominierungen und Auszeichnungen
| Year | Association                     | Award                           | Nominated work    | Result    |
| ---- | ------------------------------- | ------------------------------- | ----------------- | --------- |
| 2017 | UK Americana Awards             | UK Artist of the Year           | Yola              | gewonnen  |
| 2019 | Americana Music Honors & Awards | Emerging Artist of the Year     | Yola              | nominiert |
| 2019 | Americana Music Honors & Awards | Album of the Year               | Walk Through Fire | nominiert |
| 2020 | Grammy Awards 2020              | Best New Artist                 | Sie selbst        | nominiert |
| 2020 | Grammy Awards 2020              | Best Americana Album            | Walk Through Fire | nominiert |
| 2020 | Grammy Awards 2020              | Best American Roots Performance | Faraway Look      | nominiert |
| 2020 | Grammy Awards 2020              | Best American Roots Song        | Faraway Look      | nominiert |
| 2020 | UK Americana Awards             | UK Artist of the Year           | Sie selbst        | gewonnen  |
| 2020 | UK Americana Awards             | UK Album of the Year            | Walk Through Fire | gewonnen  |

## Diskografie
mit Phantom Limb:
- Phantom Limb (Debütalbum, 2008)

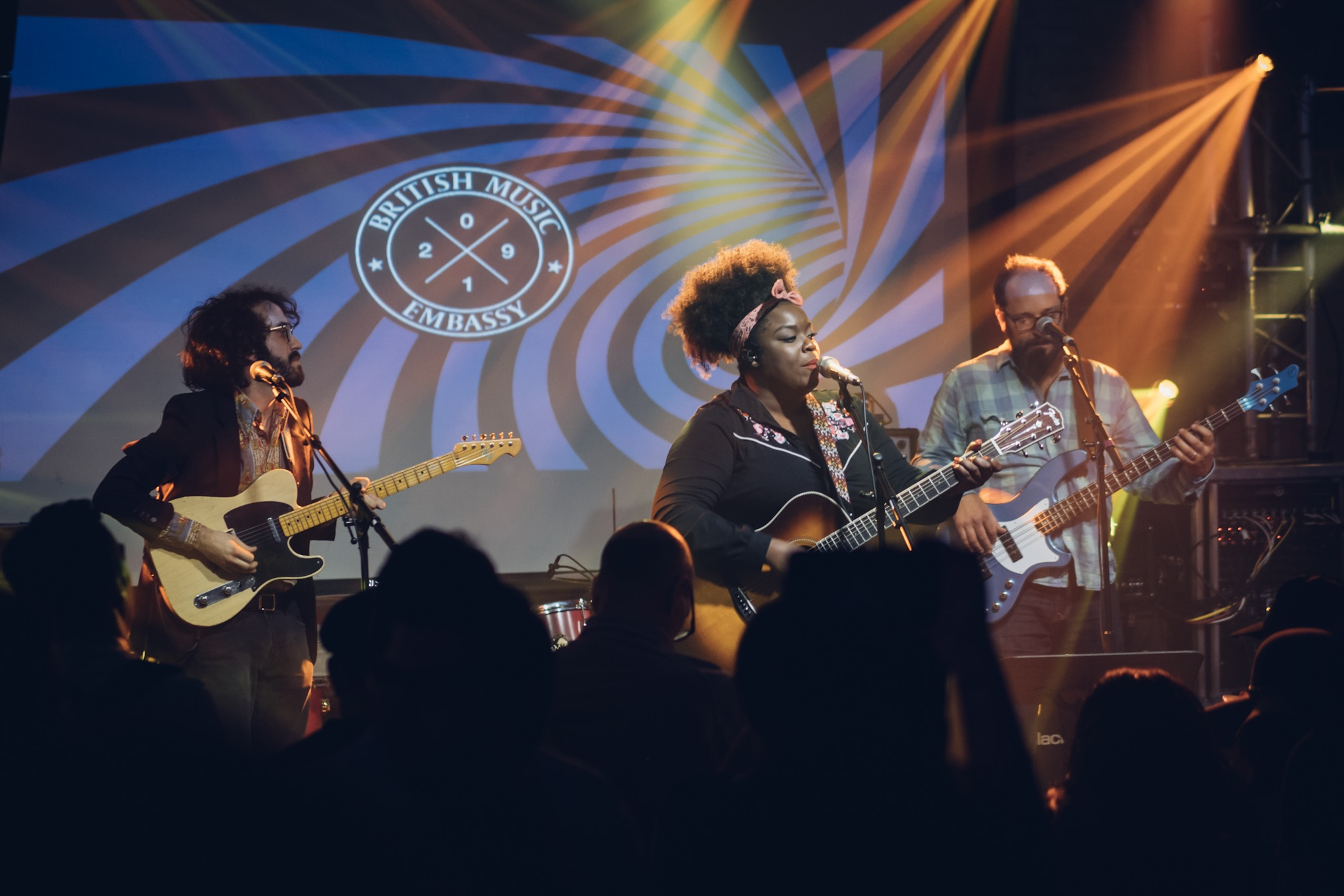
Yola mit Band, 2019

- Phantom Limb (Neuveröffentlichung, 2009)
- Live in Bristol (2009)
- The Pines (Februar 2012)

mit Duke Dumont:
- Won’t Look Back (2014)

Solo:
- Orphan Offering EP (2016)
- Walk Through Fire (2019)
- Stand for Myself (2021)

## Filmografie
- 2022: Elvis

## Belege
1. ↑  Chartquellen: UK / US
2. ↑  Grammys 2020: Nominee Yola's mum thought music 'too risky' auf bbc.com, 21. November 2019; abgerufen am 20. Februar 2020.
3. ↑  Carena Liptak: Story Behind the Song: Yola, 'Ride Out in the Country auf theboot.com; abgerufen am 20. Februar 2020.
4. ↑  Brittney McKenna: On Her Mighty Debut, Yola Pushes Through To 'Walk Through Fire' 14. Februar 2019; abgerufen am 20. Februar 2020.
5. 1 2  2020 GRAMMY Awards: Complete Winners List. abgerufen am 20. Februar 2020.